# Parascolopsis
Parascolopsis is een geslacht van straalvinnige vissen uit de familie van valse snappers (Nemipteridae). Het geslacht is voor het eerst wetenschappelijk beschreven in 1901 door Boulenger.

## Soorten
- Parascolopsis aspinosa (Rao & Rao, 1981)
- Parascolopsis baranesi Russell & Golani, 1993
- Parascolopsis boesemani (Rao & Rao, 1981)
- Parascolopsis capitinis Russell, 1996
- Parascolopsis eriomma (Jordan & Richardson, 1909)
- Parascolopsis inermis (Temminck & Schlegel, 1843)
- Parascolopsis melanophrys Russell & Chin, 1996
- Parascolopsis qantasi Russell & Gloerfelt-Tarp, 1984
- Parascolopsis rufomaculatus Russell, 1986
- Parascolopsis tanyactis Russell, 1986
- Parascolopsis tosensis (Kamohara, 1938)
- Parascolopsis townsendi Boulenger, 1901